# ليام شارب
ليام شارب (بالإنجليزية: Liam Sharp)‏ هو كاتب بريطاني، ولد في 2 مايو 1968 في دربي في المملكة المتحدة.

## وصلات خارجية
- ليام شارب على موقع IMDb (الإنجليزية)